# إقبال أحمد (ريادي)
إقبال أحمد (بالبنغالية: ইকবাল আহমেদ؛ مواليد 4 أغسطس 1956)، ريادي بريطاني ولد في بنغلاديش. جمع ثروته من استيراد الجمبري في مانشستر. لشركتيه، سي مارك وايبكو، لمصالح واسعة في الشحن والفنادق وتطوير العقارات والضيافة والطعام. جعله نجاحها أحد أغنى رجال المملكة المتحدة. وهو أيضًا أعلى بنجلاديشي بريطاني تصنيفًا في قائمة صاندي تايمز للأثرياء.

## أوائل حياته
ولد أحمد في بالاجانج تانا في مقاطعة سيلهيت في باكستان الشرقية (الآن بنغلاديش). في عام 1971، في سن الـ 15، انتقل إلى المملكة المتحدة. التحق بكلية المدينة في وستمنستر، وبعد بضع سنوات انضم إلى أعمال عائلته الموجودة في أولدهام التي انضم إليها إخوانه كمال وبلال بعد أن توسعت الأعمال.

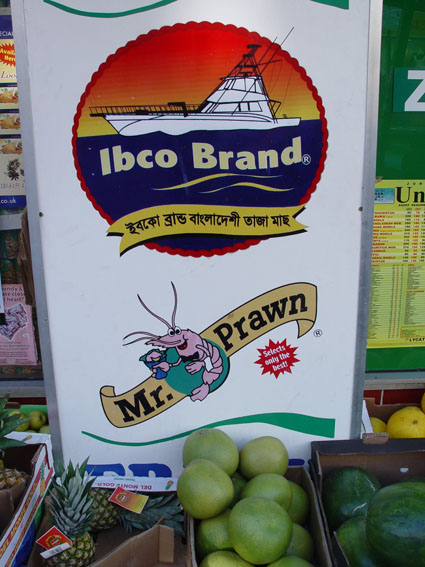
تباع منتجات سيمارك في محلات البقالة البنجلادشية

## حياته المهنية
منذ مارس 1992، شغل أحمد منصب الرئيس التنفيذي لمجموعة سيمارك التي أسسها مع إخوته. شركة ايبكو هي مورد لتجارة المطاعم، وشركة سي مارك هي شركة لتصنيع الأطعمة المجمدة. كما أنه يمتلك مشروع تطوير فندقي ومطعمًا تايلنديًا وبار (تم افتتاحه في 14 نوفمبر 2007) تبلغ قيمته 5 ملايين جنيه إسترليني، بالقرب من ملعب مدينة مانشستر.
في عام 2004، حقق سيمارك وإخوان أحمد أرباحًا مجمعة قدرها 5.1 مليون جنيه إسترليني مقابل 108 ملايين جنيه إسترليني. ظهرت عائلة أحمد في قائمة صاندي تايمز للأثرياء لعام 2006، مدرجة في رقم 511 بإجمالي صافي ثروة 110 مليون جنيه إسترليني. في عام 2007، انخفض الترتيب إلى 574، وفي عام 2008 إلى 644 عند 120 مليون جنيه إسترليني. أدرِج أحمد وإخوته مرتين في المرتبة 20 في قائمة أغنى 20 آسيويًا في المملكة المتحدة بقيمة صافية قدرها 88 مليون جنيه إسترليني في عام 2006، و90 مليون جنيه إسترليني في عام 2007.
يبلغ دخل أحمد وعائلته في مانشستر 200 مليون جنيه إسترليني في جميع أنحاء المدينة، مع قوة عاملة تبلغ 2000 في بنغلاديش، حيث ولد. تُصدر المنتجات عبر أوروبا وأمريكا بأسماء تجارية شهيرة. في عام 2001، أنشِأ مكتب مبيعات جديد في الولايات المتحدة لتوزيع المنتجات في أمريكا الشمالية يقع في نيو جيرسي وفي بروكلين ومدينة نيويورك. وهو معروف شعبياً باسم مستر براون وليلي وتايغر وكلاسيك لدى الجالية البريطانية.
في عام 2006، رُشِح أحمد من قبل الاتحاد البريطاني للأغذية المجمدة لتمثيل اهتماماتهم بصفته عضواً في مجموعة أبطال التجارة الأخلاقية، التي أنشئت باعتبارها جزءًا من إستراتيجية استدامة صناعة الأغذية الحكومية.
في عام 2007، دُعيَ أحمد للانضمام إلى مؤسسة فكرية اقتصادية، مجلس المشاريع الجديدة، عن طريق جورج أوسبورن. لعب على مر السنين دورًا نشطًا في عدد من اللجان الحكومية والهيئات الاستشارية. تشمل دائرة التجارة والصناعة للمجموعة الاستشارية لجنوب آسيا؛ مجلس التنافسية والمجلس الثقافي البريطاني مبادرة BOND، التي توفر للشركات البريطانية مقدمات منخفضة التكلفة لشركاء الأعمال المحتملين في الأسواق الدولية النامية الرئيسية.

## الجوائز والتقدير
في عام 2001، عٌيّن علي ضابطًا في وسام الإمبراطورية البريطانية (OBE) في عام 2001 مع تكريم العام الجديد لخدماته في التجارة الدولية.
كُرّم أحمد لخدمات الاستيراد والتصدير في جائزة Legends of Industry في فندق Hilton Manchester Deansgate. في يونيو 2012، فاز بجائزة رجل الأعمال الدولي عن فئة العام في جوائز إرنست ويونغ لأفضل رائد أعمال في المنطقة الشمالية، والتي أقيمت في فندق لوري. في يناير 2013 و2015، رُشح لجائزة رجل أعمال العام في حفل توزيع جوائز المسلمين البريطانيين. في ديسمبر 2014، حصل على جائزة المملكة المتحدة للتجارة والاستثمار (UKTI) لمساهمته في الصادرات البريطانية.

## الحياة الشخصية
يعيش أحمد في ويلمسلو، تشيشير. يسكن شقيقاه بلال وكمال في الجوار. من هواياته السفر ولعب الجولف والتنس والسباحة.
يدير أحمد أيضًا مؤسسته الخاصة لمساعدة وتحسين حياة الفقراء في موطنه بنغلاديش، وهو أيضًا الرئيس المؤسس لمشروع NRB Bank لدعم البنغلاديشيين غير المقيمين في مساهمتهم في اقتصاد البلاد. في عام 2014، أنشأ مدرسة ثانوية وكلية في سيلهيت.